# Conti di Empúries

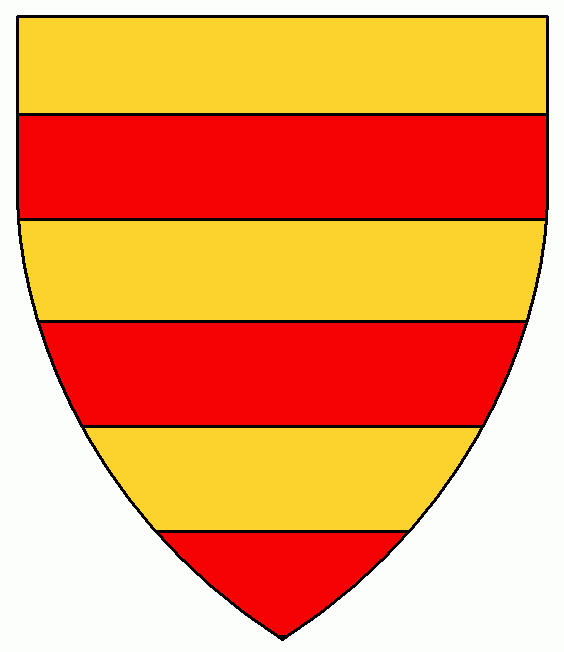
Stemma di conti di Empúries: fasciato di sei pezze, d'oro e rosso.

Elenco cronologico dei titolari della  contea di Empúries, dalla sua creazione nel 798 ad ora.

## Conti nominati dai re franchi
- 798-tra l'801 e l'811: Rostano, conte di Girona e conte di Besalú
- tra l'801 e l'811-813: Odilone di Girona, conte di Girona e conte di Besalú
- ca. 813-ca. 817: Ermenguer
- ca. 817-832: Gocelone, conte del Rossiglione
- 832-836: Berengario I di Tolosa, conte di Barcellona
- 836-848: Sunyer I, conte del Rossiglione. Tra l'841 e l'844 figura come conte Alarico I, che molto probabilmente era un suo parente (un fratello), che era stato associato al titolo
- 848-850: Guglielmo II di Tolosa, usurpatore, conte di Barcellona
- 850-852: Alerano/Isembardo, conte del Rossiglione
- 852-858: Odalrico, conte di Barcellona
- 858-864: Unifredo, conte di Barcellona

## Dinastia della Casa di Barcellona, primo ramo
- 864-915: Sunyer II, conte del Rossiglione
- 864-894: Delà, associato
- 915-916: Bencione, conte del Rossiglione
- 915-931: Gausberto I, conte del Rossiglione
- 931-991: Gausfredo I, conte del Rossiglione

## Dinastia propria di Empúries
- 991-1040: Ugo I, figlio del predecessore
- 1040-1078: Ponç I, figlio del predecessore
- 1078-1116: Ugo II, figlio del predecessore
- 1116-1154: Ponç II, figlio del predecessore
- 1154-1173: Ugo III, figlio del predecessore
- 1173-1200: Ponç III, figlio del predecessore
- 1200-1230: Ugo IV, figlio del predecessore
- 1230-1269: Ponç IV, figlio del predecessore
- 1269-1277: Ugo V, figlio del predecessore
- 1277-1313: Ponç V, figlio del predecessore
- 1313-1322: Ponç VI Malgaulí, figlio del predecessore
- 1322-1325: Ugo VI, visconte di Cardona, bisnipote di Ponç IV

contea passa a Pietro I di Empúries per una permuta con Ugo VI

## Dinastia della Casa d'Aragona, secondo ramo

Stemma del ramo emporitano della casa di Barcellona: partito, il primo d'oro a quattro pali di rosso, il secondo fasciato d'oro e rosso

- 1325-1341: Pietro I di Empúries, dopo il 1341 conte di Prades, figlio di Giacomo II di Aragona
- 1341-1364: Raimondo Berengario d'Aragona, conte di Prades fino al 1341, fratello del precedente
- 1364-1386: Giovanni I di Empúries, figlio del precedente
- 1386-1387: Pietro II di Empúries, re Pietro il Cerimonioso
- 1387-1398: Giovanni I di Empúries, secondo periodo
- 1398-1401: Giovanni II di Empúries, figlio del precedente
- 1401-1402: Pietro III di Empúries, fratello del precedente
- 1402: Joana de Rocabertí i de Fenollet, moglie di Pietro III di Empúries

 contea alla Corona d'Aragona

## Dinastia della Casa di Barcellona, terzo ramo
- 1402 Martino I di Aragona, conte di Barcellona, re d'Aragona e zio di Pietro III di Empúries
- 1402-1407: Maria de Luna, moglie di Martino I
- 1407-1410: Martino I, secondo periodo, conte di Barcellona e re d'Aragona

contea alla dinastia Trastámara, erede della Corona d'Aragona alla morte de Martino I

## Dinastia Trastamara
- 1410-1416: Ferdinando I, conte di Barcellona e re d'Aragona
- 1416-1436: Alfonso IV, primo periodo, conte di Barcellona i re d'Aragona
- 1436-1445: Enrico I di Empúries, fratello del precedente
- 1445-1458: Alfonso IV, secondo periodo, reggente di suo nipote Enrico II di Empúries
- 1458-1522: Enrico II di Empúries, figlio del precedente, duca di Sogorbe
- 1522-1563: Alfonso I di Empúries, figlio del precedente, duca di Sogorbe e duca consorte di Cardona
- 1563-1572: Francesco I di Empúries, figlio del precedente, duca di Cardona e di Sogorbe
- 1572-1608: Giovanna II di Empúries, sorella del precedente, duchessa di Sogorbe e contessa di Pallars Sobirà e di Prades
- 1608-1640: Enrico III di Empúries, figlio del precedente, duca di Sogorbe e conte di Prades
- 1640-1670: Luigi I di Empúries, figlio del precedente, duca di Sogorbe i conte di Prades
- 1670: Gioacchino I di Empúries, figlio del precedente, duca di Sogorbe i conte di Prades
- 1670-1690: Pietro IV di Empúries, zio del precedente, duca di Sogorbe i conte di Prades
- 1690-1697: Caterina I di Empúries, nipote, sposata con Juan Francisco Tomás de la Cerda y Enríquez Afán de Ribera, 8º duca di Medinaceli (morto nel 1691)

contea ai duchi di Medinaceli

## Dinastia de la Cerda

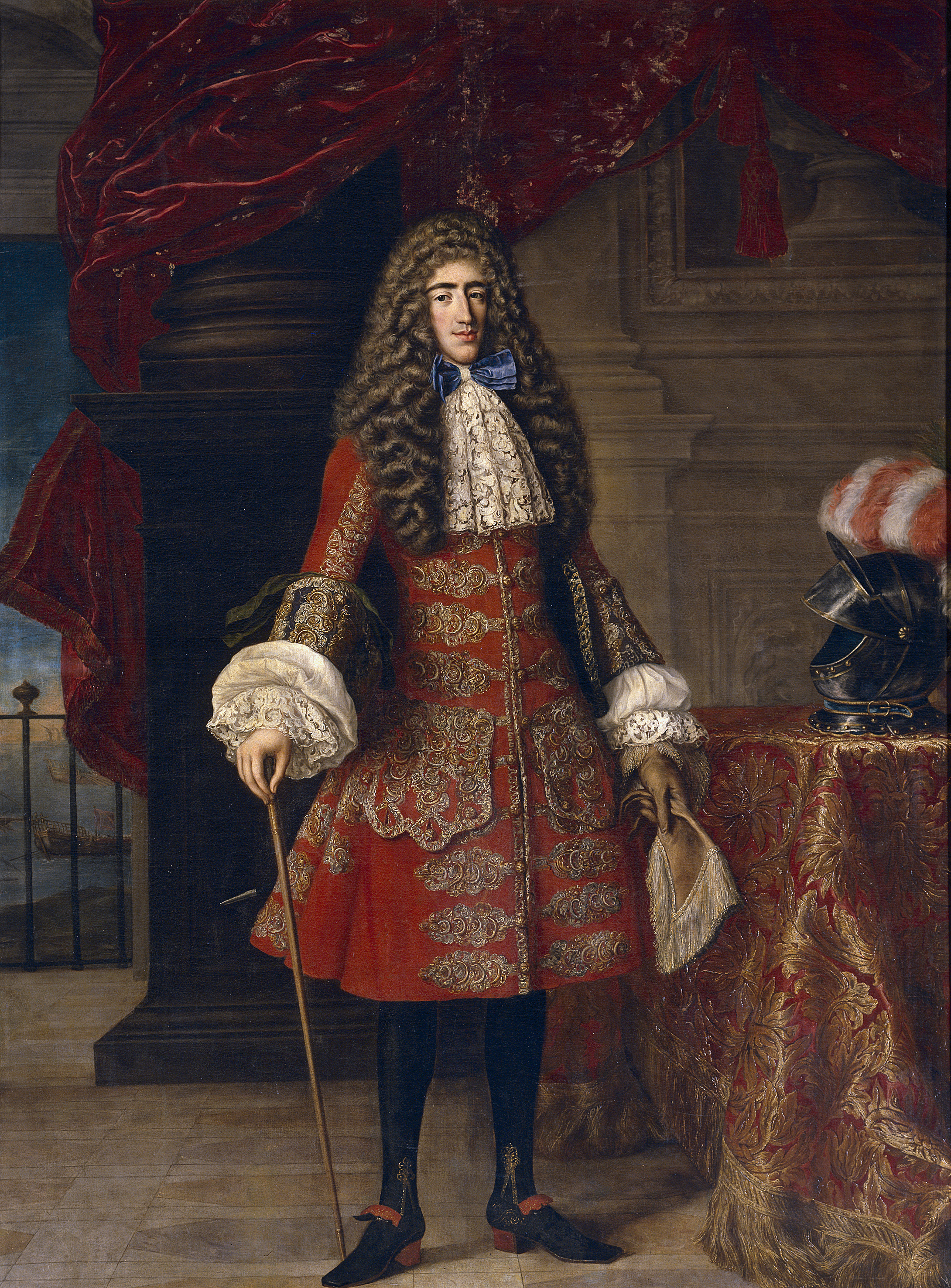
Luis Francisco de la Cerda, IX duca di Medinaceli, conte di Empúries

- 1697-1711: Luis Francisco de la Cerda y de Aragón, figlio del precedente, 9º duca di Medinaceli

## Dinastia Fernández de Córdoba
- 1711-1739: Nicolás Fernández de Córdoba-Figueroa de la Cerda, nipote del precedente, 10º duca di Medinaceli
- 1739-1768: Luis Antonio Fernández de Córdoba-Figueroa y Spinola, figlio del precedente, 11º duca di Medinaceli
- 1768-1789: Pedro de Alcántara Fernández de Córdoba-Figueroa y de Montcada, figlio del precedente, 12º duca di Medinaceli
- 1789-1806: Luis María Fernández de Córdoba y Gonzaga, figlio del precedente, 13º duca di Medinaceli
- 1806-1840: Luis Joaquin Fernández de Córdoba y Benavides, figlio del precedente, 14º duca di Medinaceli
- 1840-1873: Luis Tomás Fernández de Córdoba y Ponce de León, figlio del precedente, 15º duca di Medinaceli
- 1873-1879: Luis María Fernández de Córdoba y Pérez de Barradas, figlio del precedente, 16º duca di Medinaceli
- 1880-1956: Luis Jesús María Fernandez de Cordoba y Salabert, figlio postumo del precedente, 17º duca di Medinaceli
- 1956-1987: María Victoria Eugenia Fernandez de Cordoba y Fernández de Henestrosa, figlia del precedente, 18ª duchessa di Medinaceli

## Dinastia Medina
- 1987-2006: Ignacio de Medina y Fernández de Córdoba, figlio del precedente, 20º duca di Sogorbe (1969-1987)
- 2006- : Sol María de La Blanca de Medina Orleáns Bragança, figlia del precedente